# مینی ام‌پی‌وی

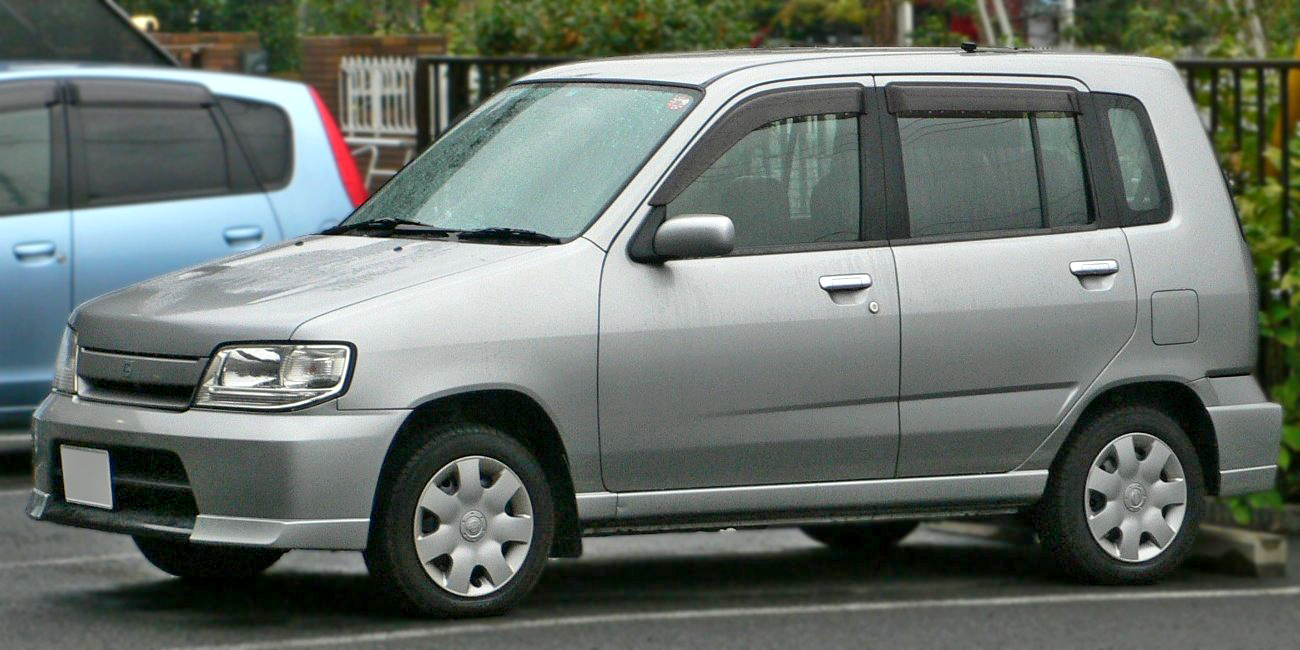
نیسان کیوب ۲۰۰۰

مینی ام‌پی‌وی (به انگلیسی: Mini MPV) کلاسی از خودروها می‌باشد که کوچکتر از یک مینی‌ون هستند. این کلاس در برگیرنده خودروهای کامپکت کوچک و سوپرمینی‌ای است که دارای ارتفاعی بلندتر هستند. ارتفاع تمام خودروهای این خانواده فراتر از ۱٫۵ متر است که وجه تمایز خوبی با سایر کلاسهای سایز کوچک به شمار می‌رود.